# Мудайок
Мудайок (устар. Муть) — река в России, протекает по Мурманской области. Впадает в верхнее Серебрянское водохранилище. Ранее устье реки находилось в 66 км по правому берегу реки Воронья. Длина реки составляла 46 км, площадь водосборного бассейна 556 км².
Берёт начало из озера Верхний Мудаявр.
Мудайок ранее имел правый приток — реку Цуцкъяврйок.

## Данные водного реестра
По данным государственного водного реестра России относится к Баренцево-Беломорскому бассейновому округу, водохозяйственный участок реки — Воронья от истока до гидроузла Серебрянское 1, включая озеро Ловозеро. Речной бассейн реки — бассейны рек Кольского полуострова, впадает в Баренцево море.
Код объекта в государственном водном реестре — 02010000712101000003745.